# Уэстрей (аэропорт)
Аэропорт Уэстрей (англ. Westray Airport, гэльск. Port-adhair Bheastraigh, ИАТА: WRY, ИКАО: EGEW) — аэропорт, расположенный в Айкернессе, на севере острова Уэстрей в архипелаге Оркнейских островов, Шотландия. Это более известный из двух аэропортов, между которыми существует кратчайший в мире регулярный маршрут (второй — Папа-Уэстрей). Кроме рейсов на Папа-Уэстрей, существует регулярный рейс в крупнейший город Оркнейских островов — Керкуолл.
Аэродром Вестрэй имеет обычную лицензию (номер P539), которая разрешает пассажирские перевозки и обучение полётам по патенту Совета Оркнейских островов. Аэродром не сертифицирован для использования в ночное время. Аэропорту присвоен код ИКАО EGEW.

## Авиакомпании и назначения
- Loganair: ежедневно в Керкуолл, еженедельно Папа-Уэстрей[3][4]. Перелёт в Папа-Уэстрей на самолёте Britten-Norman Islander занимает около двух минут[5][6].